# Tatjana Wasilewicz
Tatjana Wasilewicz (ros. Татьяна Василевич), Tetiana Wasylewycz (ukr. Тетяна Василевич) (ur. 14 stycznia 1977 w Eupatorii) – ukraińska i (od 2020) rosyjska szachistka, arcymistrzyni od 1997, posiadaczka męskiego tytułu mistrza międzynarodowego od 2002.

## Kariera szachowa
Wielokrotnie reprezentowała Ukrainę na mistrzostwach świata i Europy juniorek w różnych kategoriach wiekowych. W roku 1992 zdobyła w Duisburgu tytuł wicemistrzyni świata juniorek do lat 16 (zwyciężyła wówczas Almirą Skripczenko). W 1996 podzieliła II miejsce (za Ludmiłą Zajcewą, wraz z m.in. Jekateriną Kowalewską) w memoriale Ludmiły Rudenko w Petersburgu, natomiast w 1997 zwyciężyła w Belgradzie (wraz z Aną Benderac i Swietłaną Prudnikową) oraz zdobyła brązowy medal mistrzostw świata juniorek do lat 20, rozegranych w Żaganiu (za Harriet Hunt i Joanną Dworakowską). W 1998 zajęła II lokatę (za J.Kowalewską) w Kstowie, natomiast rok później była trzecia (za Anną Zatonskih i Natalią Żukową) w turnieju strefowym w Ałuszcie i wywalczyła awans pucharowego turnieju o mistrzostwo świata, który rozegrany został w roku 2000 w Nowym Delhi. W turnieju tym awansowała do czołowej szesnastki świata, po zwycięstwach w dwóch pierwszych rundach nad Nguyễn Thị Thanh An i Iriną Krush, ale w kolejnej uległa J.Kowalewskiej i odpadła z dalszej rywalizacji. W tym samym roku podzieliła również I lokaty w Dreźnie (wraz z Ewą Moser) oraz w Rodewisch (wraz z Inną Gaponenko i Maią Lomineiszwili). W 2002 podzieliła I miejsce (wraz z A.Zatonskih) w indywidualnych mistrzostwach Ukrainy,  w 2003 triumfowała (wraz z I.Gaponenko) w Schneebergu, natomiast w 2004 po raz drugi w swojej karierze wystąpiła w mistrzostwach świata (rozegranych w Eliście), w I rundzie pokonując Xu Yuanyuan, ale w II ulegając Antoanecie Stefanowej.
Wielokrotnie reprezentowała Ukrainę w rozgrywkach drużynowych, między innymi:
- trzykrotnie na olimpiadach szachowych (w latach 1998, 2000, 2002)[3]
- na drużynowych mistrzostwach świata (w roku 2007); dwukrotna medalistka: wspólnie z drużyną – brązowa oraz za indywidualnie – brązowa (na IV szachownicy)[4]
- trzykrotnie na drużynowych mistrzostwach Europy (w latach 2003, 2005, 2007)[5].

Najwyższy wynik rankingowy w dotychczasowej karierze osiągnęła 1 kwietnia 2001; mając 2436 punktów, zajmowała wówczas 27. miejsce na światowej liście FIDE (oraz drugie – za Natalią Żukową – wśród szachistek ukraińskich).